# Краффин

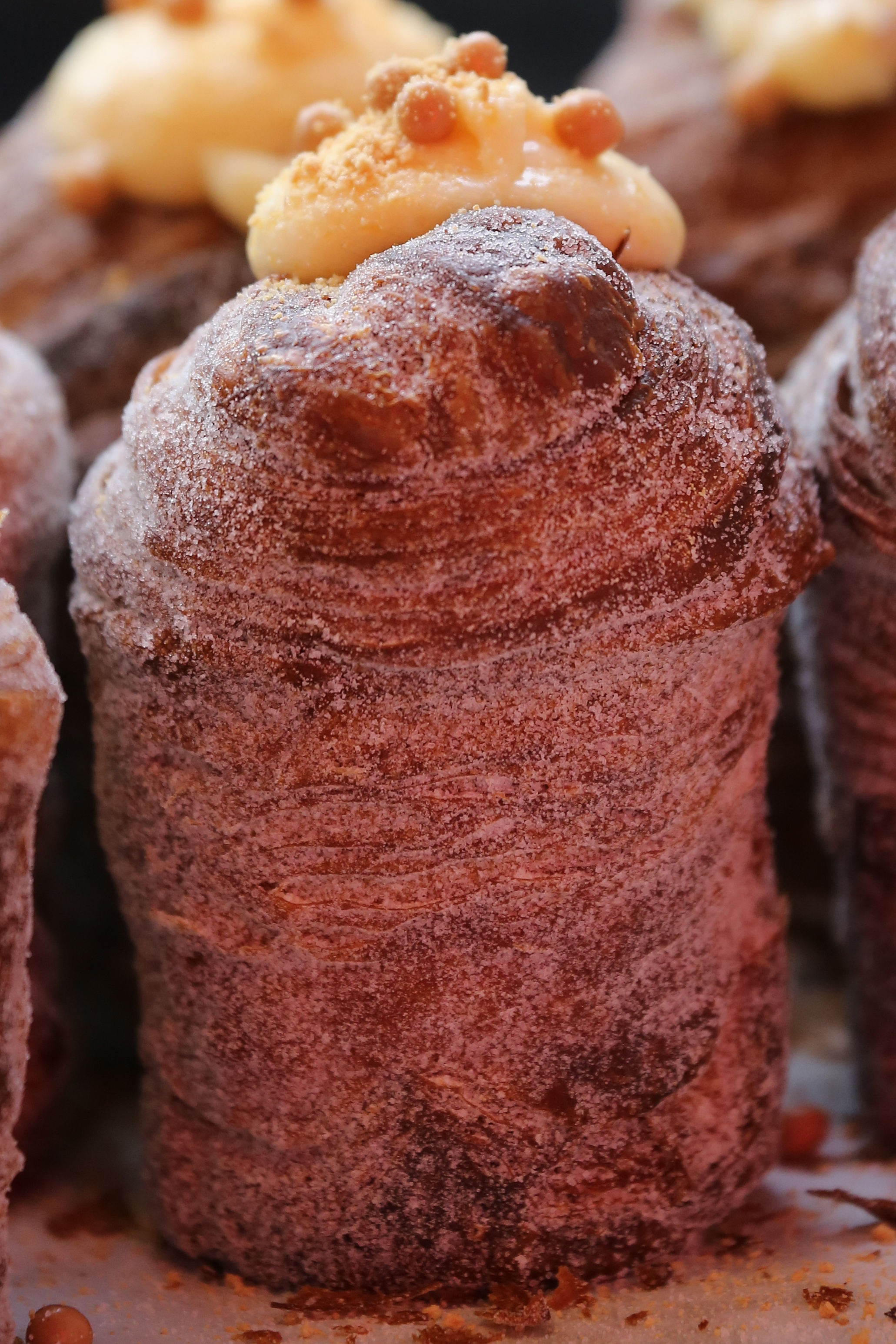
Краффин из кондитерской Mr. Holmes Bakehouse

Краффин — гибрид слоёного круассана и маффина. В основе — сдобное дрожжевое тесто. Краффин печется из хорошо расслаивающегося теста, смазанного размягченным маслом. В качестве прослойки и украшения используются сухофрукты (изюм, курага, черника, клюква), орехи, сахарная пудра. Начинками также могут служить карамель, клубничный, молочный крем, или ореховое масло.

## История
Считается, что первый краффин был создан кулинаром Кейт Рейд из кондитерской Lune Croissanterie в Мельбурне, Австралия, в 2013 году. За короткое время краффин набрал огромнейшую популярность в мире. Его изобретение порой сравнивают с «эффектом разорвавшейся бомбы» в кулинарном мире.
В США краффин был популяризирован и в 2014 году зарегистрирован под торговой маркой в заведении Mr. Holmes Bakehouse, Сан-Франциско, усилиями австралийского кондитера Ри Стивена и совладельца заведения Аарона Каддела. Как утверждает Стивен, в марте 2015 года в заведение проник взломщик, и 230 рецептов, в том числе рецепты краффина, были украдены. Другие вещи, такие как деньги, оборудование для выпечки, iPad, компьютеры, остались нетронутыми. В ограблении Стивен подозревает конкурентов и не думает, что им помогал кто-либо из его сотрудников. Тем не менее ограбление лишь добавило популярности пекарне.
Сегодня во всем мире существует несколько разновидностей этой выпечки. Ещё один новоизобретённый гибрид — кронат (сочетание круассан — донат).

### Пасхальный кулич-краффин
Рецепт краффина был адаптирован для выпечки традиционного православного пасхального кулича. Вероятно,[кто?] такая идея была вызвана вытянутой формой краффина, которая напоминает кулич или небольшую пасочку. По крайней мере с 2017 года кулич-краффин приобрёл широкую популярность.